# Imanol Machuca
Imanol Javier Machuca (Roldán, 15 gennaio 2000) è un calciatore argentino, centrocampista del Vélez Sarsfield in prestito dal Fortaleza.

## Carriera
Cresciuto nel settore giovanile dell'Unión (SF), debutta in prima squadra il 29 dicembre 2020 in occasione dell'incontro di Coppa Sudamericana perso 1-0 contro l'Emelec.

## Statistiche

### Presenze e reti nei club
Statistiche aggiornate al 22 maggio 2025.
| Stagione          | Squadra           | Campionato        | Campionato | Campionato | Coppe nazionali | Coppe nazionali | Coppe nazionali | Coppe continentali | Coppe continentali | Coppe continentali | Altre coppe | Altre coppe | Altre coppe | Totale | Totale |
| Stagione          | Squadra           | Comp              | Pres       | Reti       | Comp            | Pres            | Reti            | Comp               | Pres               | Reti               | Comp        | Pres        | Reti        | Pres   | Reti   |
| ----------------- | ----------------- | ----------------- | ---------- | ---------- | --------------- | --------------- | --------------- | ------------------ | ------------------ | ------------------ | ----------- | ----------- | ----------- | ------ | ------ |
| 2019-2020         | Unión (SF)        | PD                | 0          | 0          | CA+CM           | 0+1             | 0               | CS                 | 1                  | 0                  | -           | -           | -           | 2      | 0      |
| 2021              | Unión (SF)        | PD                | 13         | 2          | CA+CdL          | 0+8             | 0               | -                  | -                  | -                  | -           | -           | -           | 21     | 2      |
| 2022              | Unión (SF)        | PD                | 23         | 3          | CA+CdL          | 2+10            | 0               | CS                 | 8                  | 0                  | -           | -           | -           | 43     | 3      |
| gen.-lug. 2023    | Unión (SF)        | PD                | 22         | 4          | CA+CdL          | 1+0             | 1+0             | -                  | -                  | -                  | -           | -           | -           | 23     | 5      |
| Totale Unión (SF) | Totale Unión (SF) | Totale Unión (SF) | 58         | 9          |                 | 22              | 1               |                    | 9                  | 0                  |             | -           | -           | 89     | 10     |
| lug.-dic. 2023    | Fortaleza         | PD/CE+A           | 0+16       | 0+2        | CB              | 0               | 0               | CS                 | 6                  | 0                  | -           | -           | -           | 22     | 2      |
| 2024              | Fortaleza         | PD/CE+A           | 7+15       | 2+1        | CB              | 4               | 0               | CS                 | 8                  | 1                  | CdN         | 9           | 0           | 43     | 4      |
| Totale Fortaleza  | Totale Fortaleza  | Totale Fortaleza  | 7+31       | 2+3        |                 | 4               | 0               |                    | 14                 | 1                  |             | 9           | 0           | 65     | 6      |
| 2025              | Vélez Sarsfield   | PD                | 8          | 0          | CA              | 2               | 0               | CL                 | 1                  | 0                  | SA          | -           | -           | 11     | 0      |
| Totale carriera   | Totale carriera   | Totale carriera   | 104        | 14         |                 | 28              | 1               |                    | 24                 | 1                  |             | 9           | 0           | 165    | 16     |

## Palmarès

### Club

#### Competizioni nazionali
- Supercopa Internacional: 1

Vélez Sarsfield: 2024

#### Competizioni statali
- Campionato Cearense: 1

Fortaleza: 2023

#### Competizioni regionali
- Copa do Nordeste: 1

Fortaleza: 2024